# Космічний туризм

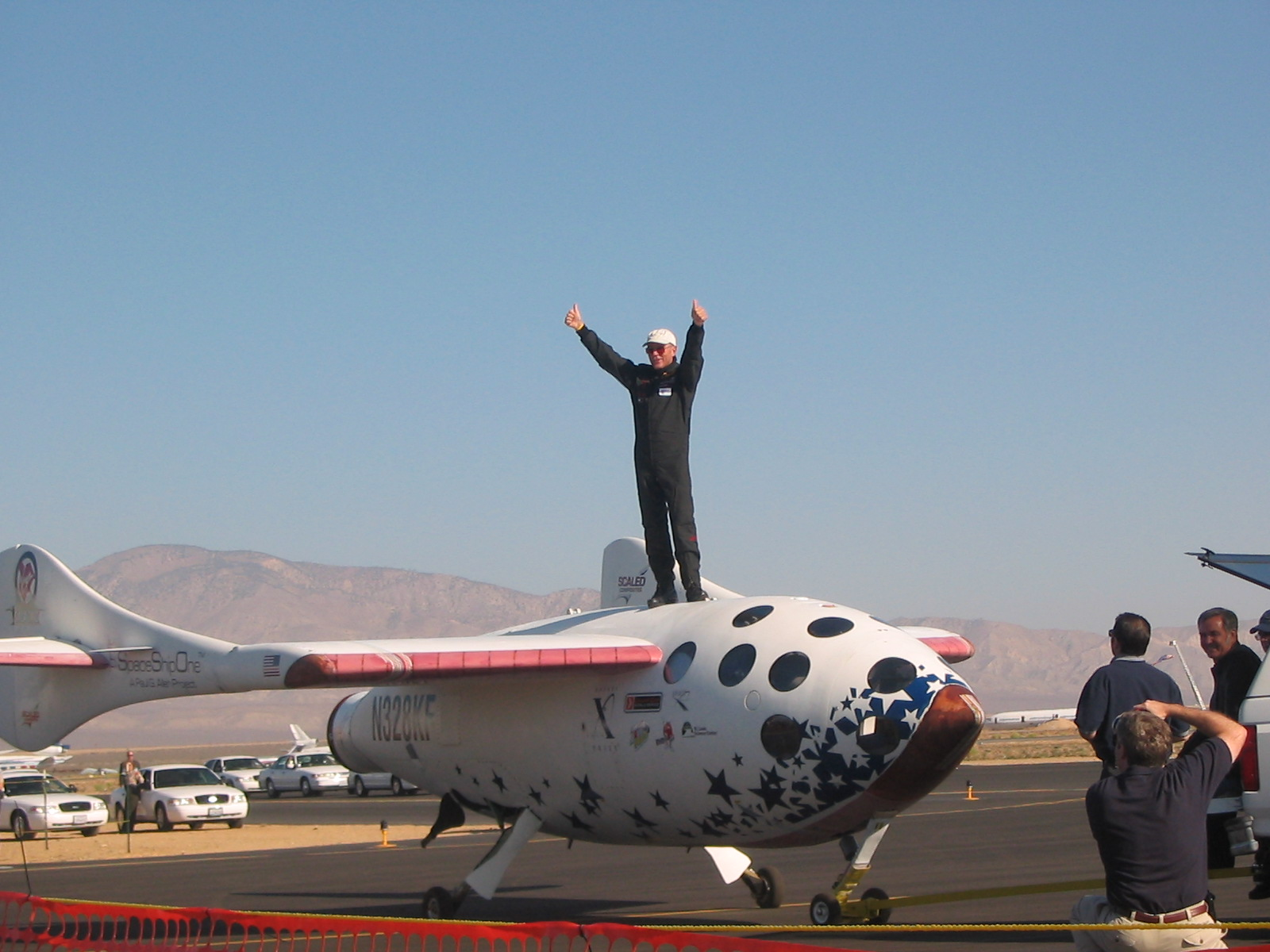
SpaceShipOne

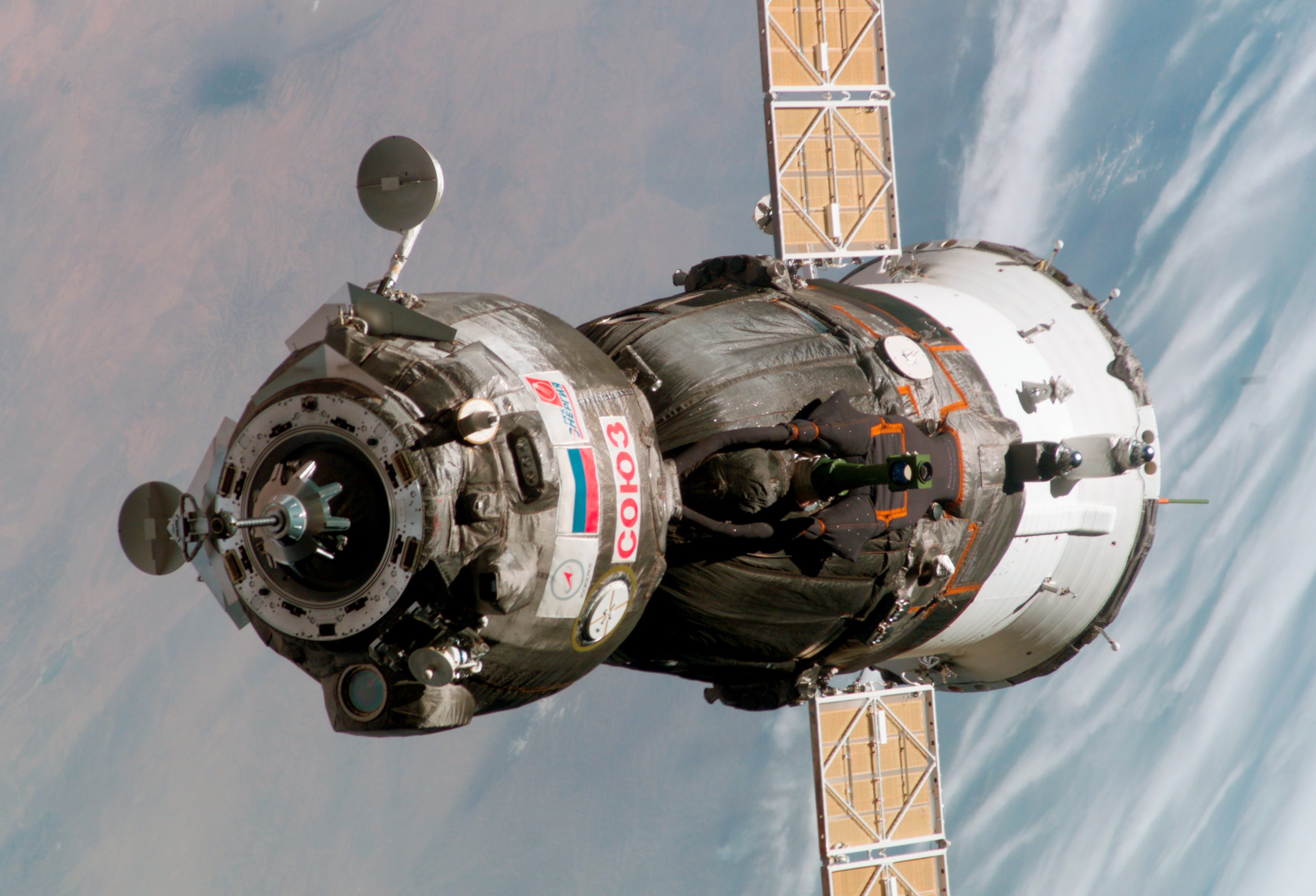
Космічний корабель Союз

Космічний туризм — космічні або суборбітальні польоти в розважальних чи науково-дослідних цілях, за приватні кошти. Відповідно до досліджень громадської думки, багато людей мають велике бажання полетіти в космос. На думку фахівців, це бажання може стати важливим джерелом подальшого розвитку космонавтики.

## Перші комерційні космонавти
Історія запуску туристів у космос розпочалася не надто вдало. Першою туристкою у космосі мала стати педагогиня Шерон Кріст Маколіфф у 1986 році. Свій квиток вона виграла у конкурсі «Вчитель у космосі». Однак долетіти їй не вдалося. На 73 секунді польоту у шатла вибухнув паливний бак, що призвело до руйнування корабля та загибелі команди. Після цього інциденту уряд Сполучених Штатів заборонив непрофесіоналам літати в космос.
Перший вдалий політ у космос цивільного відбувся у 2001 році. Туристом став американський мультимільйонер Денніс Тіто. З огляду на те, що в Америці були заборонені польоти в космос цивільних, у 1991 році (незадовго до розпаду СРСР) Тіто почав узгоджувати з Радянським Союзом. Після розпаду СРСР космічна програма росії відчувала брак фінансування, тому Тіто активізував перемовини та домовився про купівлю квитка у космос до Міжнародної космічної станції за 20 млн дол. 28 квітня 2001 року американець на російському космічному кораблі «Союз» разом із двома космонавтами піднявся з космодрому «Байконур» на орбіту Землі. На борту МКС мільйонер провів тиждень. Рік по тому російський корабель «Союз» доставив на МКС ще одного туриста – американського мільйонера Марка Шаттлворта. Після цього у космос літали ще п'ятеро туристів. Останнім мандрівником перед тривалою перервою став засновник і керівник компанії Cirque du Soleil Гі Лаліберте у 2009 році. Ціна квитка на той момент дорівнювала 35 мільйонам доларів. Після цього польоту ера космічного туризму призупинилася на більш ніж 10 років.

## Розвиток космічного туризму
Компанія SpaceX знаходиться на останній стадії розробки пілотованого космічного корабля Dragon 2. У 2020 році планується його перший тестовий політ із екіпажем SpaceX DM-2 до МКС. Після цього на ньому також зможуть літати космічні туристи від Space Adventures.
У 2021 році планується запуск Космічного готелю Aurora.
Перші суборбітальні польоти туристів від Virgin Galactic планувались 2011 року. У квітні 2018 їхній суборбітальний літак VSS Unity здійснив один із завершальних тестових польотів. Подібні проєкти планувалися компаніями Space Adventures та EADS.
2005 року Роскосмос і Space Adventures підписали меморандум про наміри щодо підбору космонавтів-непрофесіоналів та інвесторів для реалізації комерційного проєкту з обльоту Місяця. Space Adventures отримала ексклюзивні права з маркетингу і підбору космонавтів-непрофесіоналів й інвесторів для комерційного обльоту Місяця, РКК «Енергія» отримала право на технічне виконання цього проєкту. Політ планувалось здійснити на допрацьованому кораблі «Союз». Реалізація проєкту передбачалась в найближчі п'ять років.
Компанія Excalibur Almaz також активно працює над виведенням на орбіту космічного готелю на базі радянського проєкту «Алмаз». Перші польоти планувалось розпочати 2012 року.
22 травня 2023 року астронавти приватної місії Axiom Mission 2 Пеггі Уітсон, Джон Шоффнер, Алі аль-Карні та Райяна Барнауї прибули на ракеті SpaceX на Міжнародну космічну станцію.

## Список космічних туристів

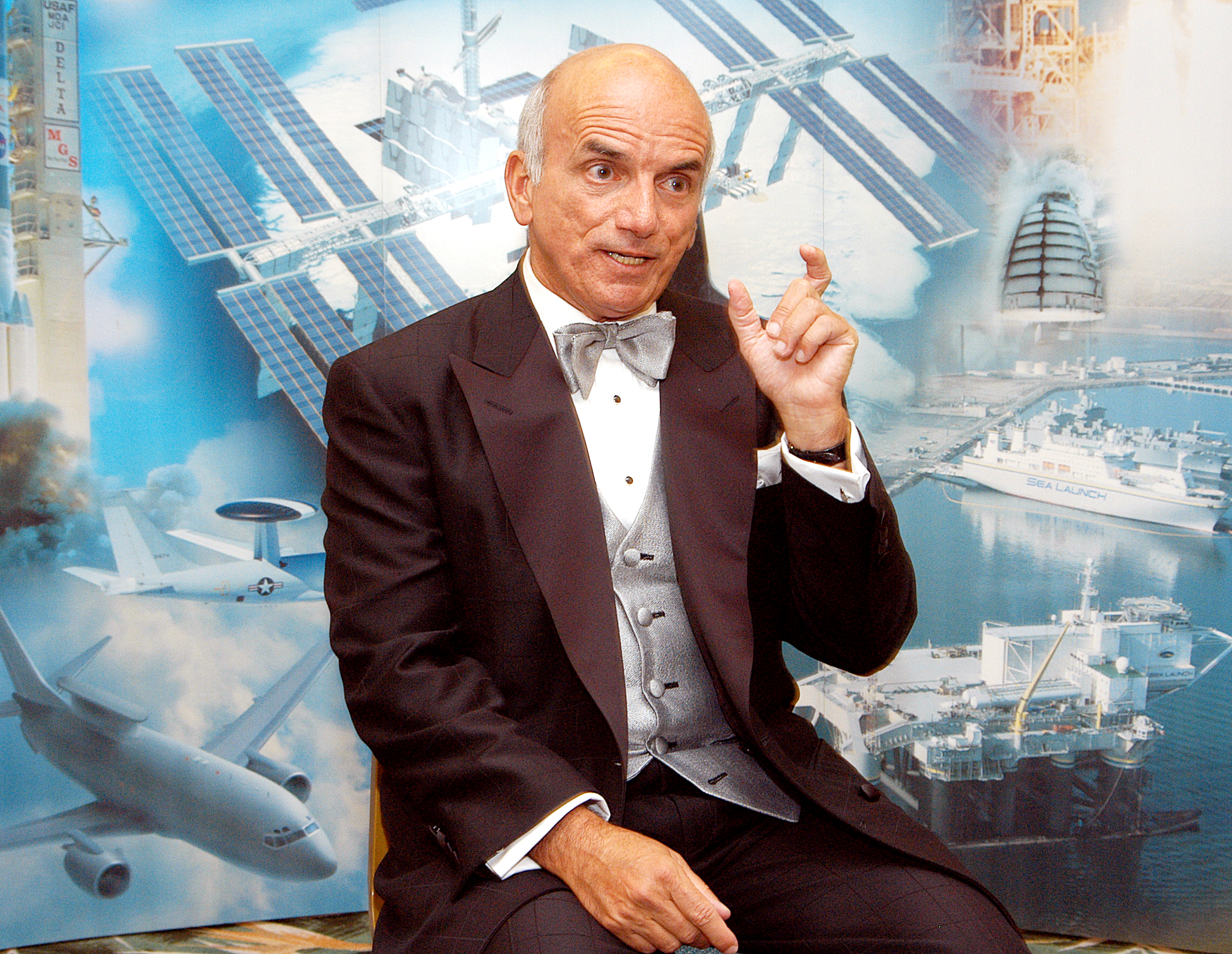
Денніс Тіто — перший космічний турист

1. Денніс Тіто (2001) — американський підприємець та мультимільйонер італійського походження.
2. Марк Шаттлворт (2002) — південноафриканський бізнесмен, перший африканець, що побував у космосі. Найбільше відомий, як засновник дистрибутиву Linux під назвою Ubuntu.
3. Грегорі Олсен (2005) — засновник компанії Sensors Unlimited Inc, доктор наук.
4. Ануше Ансарі (2006) — американка перського походження, вчений. Голова компанії Prodea systems, Inc. 18 вересня 2006 стала першим космічним туристом серед жінок.
5. Чарльз Сімоні (2007, 2009) — учасник двох космічних польотів на російських кораблях Союз ТМА до Міжнародної космічної станції. Програміст. Винахідник угорської нотації.
6. Річард Герріот (2008) — програміст і підприємець зі США, відомий як розробник комп'ютерних ігор.
7. Гі Лаліберте (2009) — засновник і керівник компанії Cirque du Soleil (Цирк Сонця).
8. Джефф Безос (2021) — американський підприємець, засновник інтернет-магазину Amazon.com (1994) та аерокосмічної компанії Blue Origin, комерційний астронавт. Найбагатша людина світу у 2018-2021 роках за версією агентства Bloomberg.
9. Річард Бренсон ( 2021) — англійський підприємець, засновник корпорації Virgin Group, до складу якої входить одна з найбільш відомих в останні роки Virgin Galactic.
Плануються польоти:
1. Джаред Айзекман — американський мільярдер і пілот, співзасновник і генеральний директор компанії «Shift4 Payments».

## Вартість польоту
Початкова вартість туру на орбіту становила 20-23 млн доларів. З липня 2007 року вартість космічного туру зросла з 20 до 30-40 мільйонів доларів. Крім того, була оприлюднена ціна нової послуги — виходу космічного туриста у відкритий космос — 15 мільйонів доларів.
Європейське аерокосмічне агентство (EADS) вважає, що подорожі в космос найближчим часом стануть доступнішими. Вартість польоту, включно із тижневим тренуванням, становитиме 200 тис. євро.
У лютому 2022 купити квиток на космічний політ Virgin Galactic Річарда Бренсона стало доступно широкому загалу, вартість -  450 тисяч доларів. Зазначається, що із цієї суми 150 000 доларів потрібно внести авансом, з них 25 000 доларів не підлягають поверненню, якщо ви вирішите не летіти.

## 2021 рік у космічному туризмі
У 2021 році польоти туристів у космос знову активізувалися. 2021-й став роком космічного туризму. В умовах невагомості побувала рекордна кількість людей, які не є професійними астронавтами

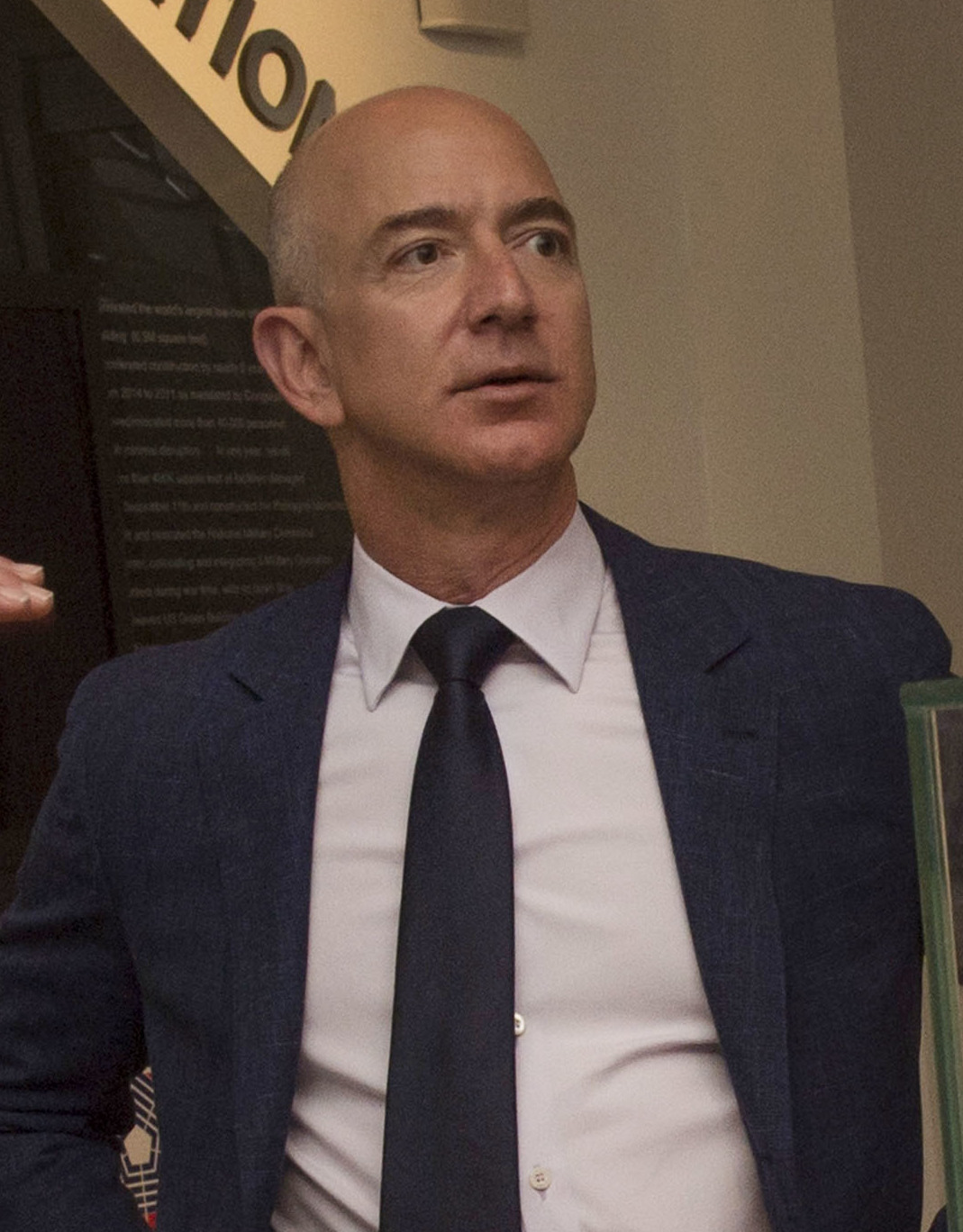
Джефф Безос

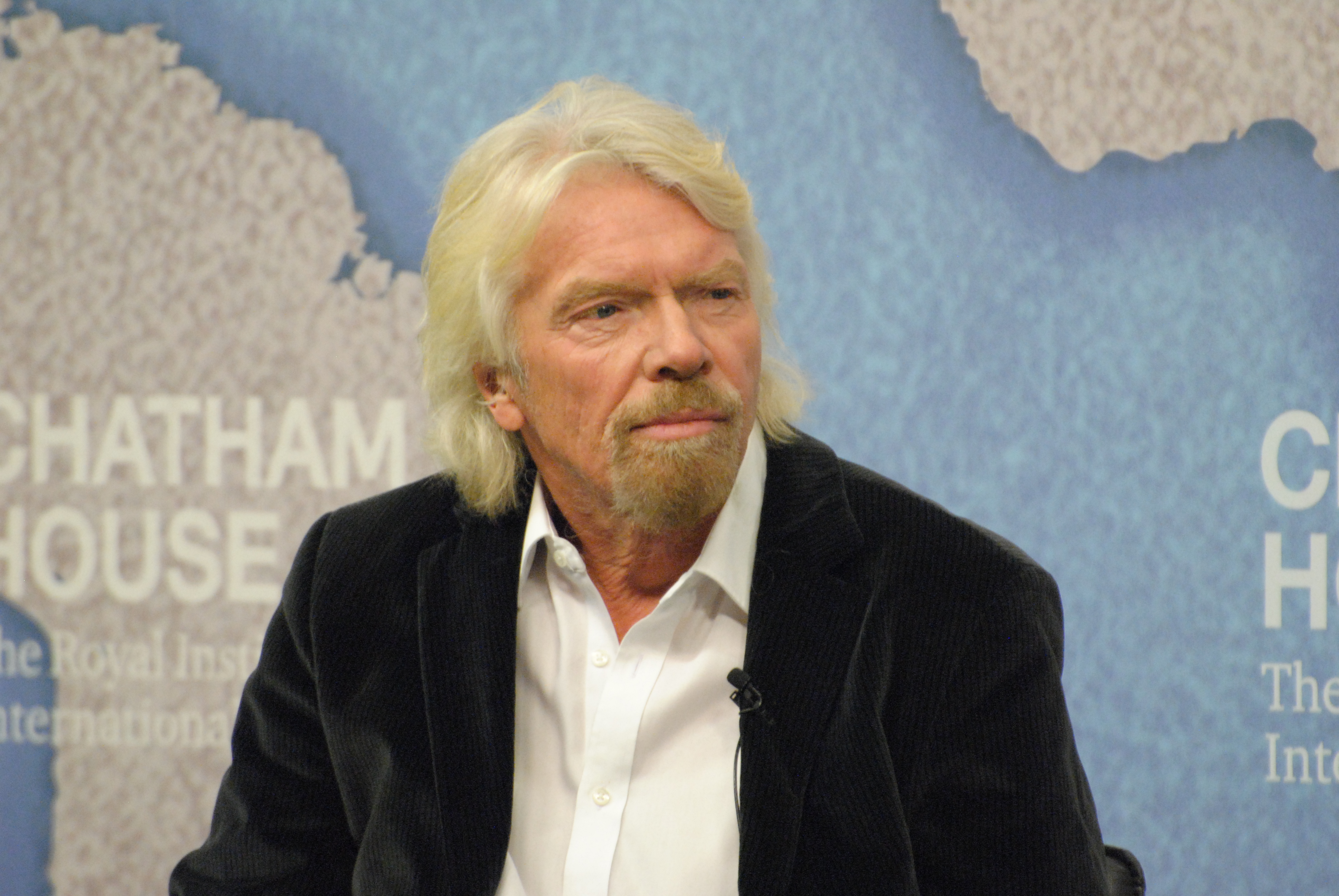
Річард Бренсон

- двоє мільярдерів та власників аерокосмічних компаній стали першими пасажирами власних космічних кораблів - Джефф Безос та Річард Бренсон. Бренсон полетів в космос 11 липня. Політ тривав майже дві години. Ракетоплан Virgin Galactic піднявся на висоту понад 80 км. Окрім Бренсона, на борту перебували два пілоти та три космонавти. Безос злітав в космос 20 липня на ракетно-капсульній системі New Shepard, який побудувала його компанія Blue Origin. Політ тривав 11 хвилин. Разом із ним на борту були присутні брат Марк, 18-річний нідерландець Олівер Демен та 82-річна льотчиця Уоллі Фанк;

- легендарний Капітан Кірк (актор Вільям Шетнер) із серіалу Star Trek відчув справжню невагомість у віці 90 років;
- SpaceX відправила на орбіту Землі чотирьох астронавтів-любителів;
- космічним туристам належать звання наймолодших та найстаріших людей, що побували у космосі.[9][10][11][12][13][14]

Відновленню туристичних польотів посприяв допуск приватних компаній до космічного простору та конкуренція, яка загострилася між ними. Водночас ціни на політ у космос суттєво знизилися.

## Туристичні космічні маршрути
●      Суборбітальні польоти. Надати такий політ можуть компанії Blue Origin і Virgin Galactic. За 15 хвилин польоту на висоті 100 кілометрів необхідно заплатити 250 тисяч доларів. 
●      Польоти на МСК. Space Adventures, яка від 2001 року доставила на Міжнародну космічну станцію семеро туристів, після багаторічної перерви готується відправити у космос восьмого туриста. 
●      Політ навколо Місяця. Такий туристичний маршрут запланований на 2023 рік на борту багаторазового космічного корабля SpaceX Starship, який ще розробляється компанією винахідника Ілона Маска. Одним із туристів стане японський мільярдер Юсаку Маєдзава.
●      Стратосферні польоти. Один із найдоступніших космічних польотів – стратосферний. Ціна за квиток стартує від 70 тис. дол. Перебування в невагомості становить 1 хвилину.

## Перший космічний турист з України

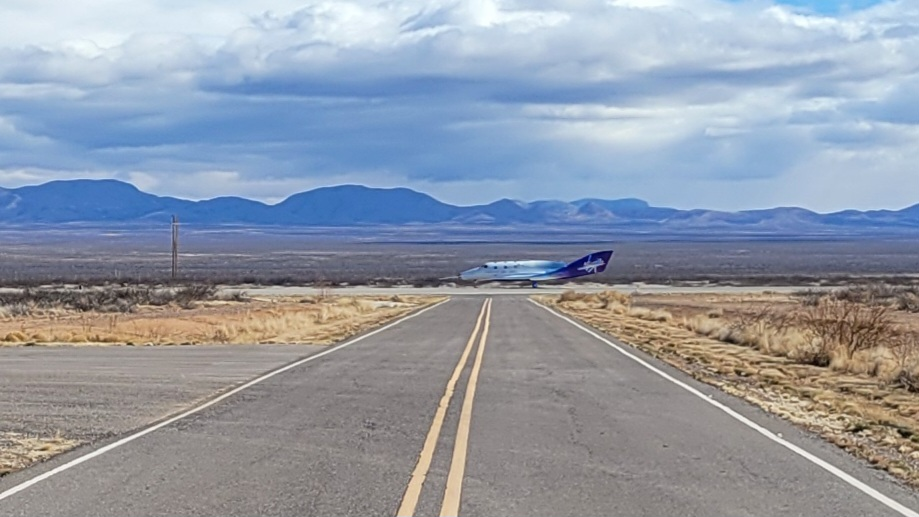
Приземлення місії Galactic 06

Компанія Virgin Galactic запустила шостий комерційний космічний політ в рамках місії Galactic 06, в якому на борту космічного корабля VSS Unity (під крилами літака-носія VMS Eve) було четверо туристів, серед яких була українка. Запуск та посадка корабля були проведені в космічному порту "Америка" в Нью-Мексико. 

## Космічні приміщення
У космічному туризмі на даний момент важко отримати комфортне житло, тому власники  аерокосмічних компаній розглядають варіант використання Міжнародної космічної станції. Цей варіант розміщення не рекомендують як туристичну визначну пам’ятку, оскільки гості не побачать очікуваного результату. Його створено для проведення досліджень, а не для розваг. Перше покоління космічних готелів має запропонувати туристам набагато комфортніші враження.
Що стосується концепції космічного готелю, яку планував Space Island, такий готель може запропонувати гостям усі переваги, які вони можуть знайти в готелі на Землі та навіть більше. Невелике гравітаційне тяжіння, створене космічним містом, що обертається, дозволить космічним туристам і мешканцям ходити навколо та нормально функціонувати в структурі. Із зручностей будуть можливими: водопостачання,  завод з переробки сміття та медичні установи. Крім того, космічні туристи зможуть навіть здійснювати космічні прогулянки.

## Безпека у космосі та навколишнього середовища

### Навколишнє середовище
З появою приватних компаній, таких як SpaceX, Blue Origin і Virgin Galactic, комерційний космічний туризм за набагато доступнішими цінами стає реальністю, і за останні кілька років десятки туристів перетнули лінію Кармана. Кожна запущена ракета впливає на навколишнє середовище. Вплив запусків ракет на навколишнє середовище загалом важко оцінити станом на зараз через постійні оновлення у виробництвах та переробках потенційних космічних кораблів, особливо для майбутніх ракет, які використовуватимуться для космічного туризму. Наприклад, щодо вуглекислого газу, ракети, що спалюють водень і кисень (для прикладу, New Shepard від Blue Origin), не виробляють безпосередньо вуглекислий газ, хоча викиди, відбуваються в процесі виробництва цього палива. Ракети з прямими викидами вуглекислого газу, такі як Falcon 9 SpaceX, викидають приблизно від 200 до 400 тонн вуглекислого газу за один запуск, що можна порівняти з комерційним рейсом з Нью-Йорка до Лондона [s< a i=2>]. Однак ракети зазвичай мають 1% пасажирів комерційних рейсів, що робить вуглецевий слід цих пасажирів набагато більшим.
Викиди вуглекислого газу не єдині. Гасові ракети не виробляють «чистого» горіння, що призводить до викиду чорної сажі у верхні шари атмосфери. Навіть чисті ракети на основі водню викидають азот і водяну пару, що призводить до дуже яскравих довготривалих хмар у верхніх шарах атмосфери. Ці викиди можуть як охолоджувати, так і нагрівати залежно від умов. Вчені також стурбовані впливом запусків ракет на озоновий шар, оскільки кожен запуск створює невелику, короткочасну дірку. Приватні компанії не єдині, що шкодять оточенню та захисним шарам, оскільки нова система космічного запуску NASA теж забруднює довкілля. 
Індустрія запуску, особливо для космічного туризму, наразі все ще мала та має переважно локальний і короткочасний вплив на навколишнє середовище. Навіть якщо у відносному вираженні космічний турист має величезний вуглецевий слід, в абсолютному вираженні цей вплив все одно незначний, особливо якщо дивитися на авіаційну галузь, з якою часто порівнюють космічні польоти. Однак ключовою відмінністю є ступінь регулювання. Авіаційна галузь ретельно контролюється незалежними організаціями, які забезпечують управління повітряним рухом, стандартизований зв’язок і чіткі міжнародні закони. Тому польоти на літаку є одними з найбезпечніших видів транспорту. Космічні польоти більше залежать від стандартів безпеки державних або приватних організацій. Незважаючи на історично високі стандарти безпеки, приблизно 3% астронавтів загинули під час своїх космічних польотів. Це свідчить про те, що космічні польоти все ще є і, ймовірно, залишаться небезпечною галуззю. Зростання космічного туризму неминуче призведе до збільшення кількості смертей серед (переважно ненавчених) туристів.

### Конвенція про відповідальність
Міжнародне космічне право є складною темою, проте угода Управління ООН з питань космічного простору (UNOOSA) особливо актуальна: Конвенція про відповідальність. Договір передбачає, що «держава-запускач» несе абсолютну відповідальність за виплату компенсації за збитки, заподіяні її космічними активами (стороннім об’єктам). Стан запуску в цьому випадку відноситься до стану, з якого запускається ракета. Конвенція про відповідальність покладає на держави абсолютну відповідальність за шкоду, завдану іншим державам на землі чи в повітряному просторі. Однак збитки на орбіті будуть призначені державам на основі вини. Параметри та поріг цієї несправності не визначені Конвенцією про відповідальність чи іншими інструментами міжнародного права.
Ця конвенція створює величезну відповідальність, і в результаті США разом із такими країнами, як Франція та Китай, запровадили національне законодавство, яке покладає на компанії-запуски відповідальність через обов’язкове страхування першого рівня позовів від 50 до 500 мільйонів доларів. Будь-яка претензія, що залишилася понад це, покривається відповідною «державою запуску» (Примітка: у США дещо складніша система). Крім того, великі космічні країни часто вимагають від космічних компаній отримання ліцензії на запуск, яка включає набір стандартів безпеки як для пілотованих, так і для вантажних польотів. Хоча такі заходи повинні створити безпечне середовище для космічних польотів, існує побоювання, що компанії-запуски можуть наслідувати приклади з морської галузі, де кораблі зареєстровані в далеких податкових гаванях. Космічні компанії могли б запускати з країн із меншими стандартами безпеки, що здешевило б запуски. Запускаюча держава все одно буде нести відповідальність за будь-які збитки, спричинені запусками, навіть якщо вони не зможуть фактично заплатити в разі інциденту.